# Урал литературный
Урал литературный — первая на Урале региональная литературная энциклопедия. Издана в 1988 году Южно-Уральским книжным издательством. Представляет собой биобиблиографический словарь о почти 2000 персоналиях объёмом в 366 страниц. Авторами выступили отец и дочь Шмаковы, на обложке и переплёте авторство не указано. Авторы посвятили издание «Памяти подвижника уральского краеведения писателя Владимира Павловича Бирюкова — в год столетия со дня его рождения».
Рецензентами выступили: И. А. Дергачёв, доктор филологических наук; Е. И. Коган, кандидат педагогических наук; Е. Д. Петряев, член Союза писателей СССР.
Авторы выразили особую благодарность библиографу Е. М. Дорошенко, принявшему активное участие в начале работы над словарем; и глубокую благодарность за советы и заинтересованную помощь работникам кафедры истории литературы и библиографии Челябинского государственного института культуры, писателям-краеведам Е. Д. Петряеву и Ю. М. Курочкину, филологам и литературоведам Л. П. Гальцевой, В. П. Тимофееву, А. И. Лазареву, М. Д. Янко, М. Г. Рахимкулову, Л. Н. Большакову, научному сотруднику Башкирского филиала АН СССР писателю Р. 3. Шакурову, краеведам А. Ф. Коровину (Свердловская область), А. К. Шарцу (Пермская область), М. М. Чумакову (Оренбургская область), а также отделам краеведения и библиографии областных научных универсальных библиотек региона.

## Об издании
Фактические сведения завершаются 1 января 1987 года — временем завершения труда.
Исследование не было полным; в предисловии авторы подчеркнули, что словарь не претендует на полноту имен и сведений обо всех литераторах, творчески связанных с Уралом, но они сделали всё возможное, чтобы рассказать как можно больше о малознакомых, забытых мастеров слова.
Словник
включает около 2000 персоналий, независимо от полноты имеющихся сведений о них и признанности читателями. Критерий общий — литература Урала. Её автор может быть литератор, чьё дореволюционное или/и советское творчество связано с Уралом (географически шире современных административно-территориальных границ; включены писатели Вятской, Уфимской, Пермской и Оренбургской губерний, в первые годы Советской власти ставшие Уральской областью с центром в Свердловске) либо/и родившихся на Урале. Под этим определением включены зарубежные писатели, бывшие на Урале и писавшие о нём; вообще все те писатели, создавшие произведения, изданные на Урале или на уральскую тему, работавшие на Урале.
Принцип построения словарных статей
В энциклопедии использован стандартный алфавитный порядок.
Первой по алфавиту идёт фамилия, затем имя, отчество. Вокабула включает его псевдонимы, краткую биографическую справку, перечень работ, публикации о литераторе. В справке указано участие в выборных писательских органах и звания, национальность литератора, в каком жанре (проза, поэзия, драматургия, критика, публицистика, фольклористика и др.) работал, членство в Союзе писателей или Союзе журналистов.
Даты указываются по двум стилям, до 1918 года по старому, после — по новому. Приблизительные даты дополняются словом «около», не установленные отмечены вопросительным знаком.
Источники
Использованы «Литературная энциклопедия», «Краткая литературная энциклопедия», библиографические справочники общего характера, библиографические пособия, подготовленные и изданные библиотеками региона, уральские литературные библиографические справочники, аналогичные издания ряда автономных областей и республик, фонды писателя-краеведа В. П. Бирюкова, принимавшего участие в составлении начального варианта словника «Словарь уральских писателей». Дополнительно были изучены краеведческие картотеки, каталоги и книжные фонды Челябинской, Свердловской, Курганской, Кировской, Пермской и Оренбургской областных, Башкирской республиканской научных библиотек, краеведческих музеев и государственных архивов Челябинска, Свердловска, Перми, Уфы, Кургана, Оренбурга. Авторы ввели в научный оборот, кроме отдельных библиографических пособий, газетные и журнальные публикации в уральской прессе. Материалы о членах Союза писателей сверены с картотекой отдела творческих кадров и с данными библиографического кабинета Союза писателей СССР.
В конце издания приведен полный список использованных источников и их условных сокращений.

## Рецензия
Рецензент И. А. Дергачёв указал ряд недостатков: неполнота словника, приведя с десяток фамилий уральских литераторов; несистематичность словарных статей; краткость данных, почти полное отсутствие дат смерти умерших; не даны границы творческой деятельности. Также патриарх уральского литературоведения рассмотрел вопросы методологии отбора персоналий для подобного рода издания и выразил мысль, что «потребности общества в словаре сильнее, чем те трудности, которые надо преодолеть».

## Библиографическое описание
- Шмаков А. А., Шмакова Т. А. Урал литературный: Краткий биобиблиографический словарь — Челябинск: Южно-Уральское книжное издательство, 1988. — 368 с. — 15000 экз. — ISBN 5-7688-0264-9

## Рецензии
- Дергачёв И. А. Урал литературный / И. А. Дергачев // Дергачевские чтения — 96. Русская литература: национальное развитие и региональные особенности : тезисы докладов и сообщений научной конференции, Екатеринбург, 23-24 мая 1996 г. — Екатеринбург : Издательство Уральского университета, 1996. — С. 5-10 Электронная публикация: http://hdl.handle.net/10995/49691
- Хайретдинова Р. Шмаков Александр Андреевич, Шмакова Татьяна Александровна Урал литературный : краткий биобиблиографический словарь// Государственное казенное учреждение культуры «Челябинская областная универсальная научная библиотека»